# Gülitz-Reetz
Gülitz-Reetz est une commune allemande de l'arrondissement de Prignitz, Land de Brandebourg.

## Géographie
Gülitz-Reetz se situe sur la Stepenitz.
La commune comprend les quartiers de Gülitz (autrefois Gühlitz), Reetz, Schönholz et Wüsten Vahrnow.
|          | Pirow        |         |
| Karstadt | Gülitz-Reetz | Putlitz |
|          | Groß Pankow  |         |

## Histoire
Gülitz et Reetz sont les sièges de la maison de Kaphengst. Les domaines de Gülitz et de Vahrnow furent les propriétés de la maison de Winterfeld. Le manoir de Gülitz est incendié pendant la Seconde Guerre mondiale, la maison de Vahrnow est démolie dans les années 1980 après son abandon.
La commune actuelle est issue de la fusion de Gülitz et Reetz le 31 décembre 2001.

## Personnalités liées à la commune
- Otto Busse (1867–1922), pathologue
- Kurt Böwe  (1929–2000), acteur

## Source, notes et références
- (de) Cet article est partiellement ou en totalité issu de l’article de Wikipédia en allemand intitulé « Gülitz-Reetz » (voir la liste des auteurs).